# Déraillement de train du comté de Yilan
Le 21 octobre 2018, un train de voyageurs déraille dans le comté de Yilan, près de la gare ferroviaire de Xinma (en) (chinois : 新馬車站), à Taïwan, tuant 18 personnes et en blessant 187. Il s'agit du pire accident ferroviaire de Taïwan depuis le 15 novembre 1991, lorsque deux trains étaient entrés en collision dans le comté de Miaoli, faisant 30 morts et 112 blessés.

## Circonstances de l'accident

Schéma de l'accident.

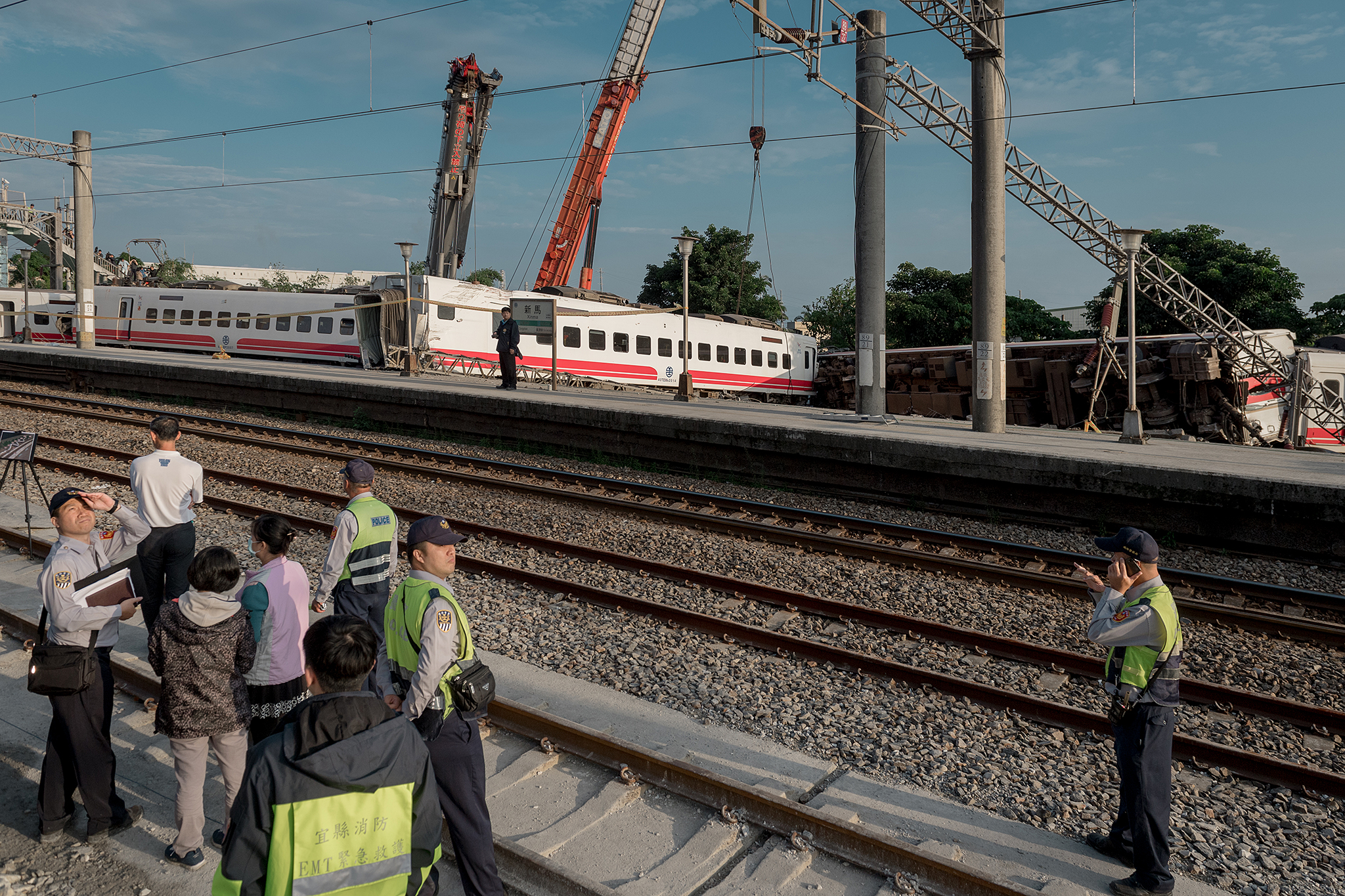
Des grues relevant les wagons le 22 octobre sur le lieu de l’accident.

Le dimanche 21 octobre 2018 à 16 h 50 heure locale (UTC+8), le Puyuma express (en) 6432 (普悠瑪號, Pǔyōumǎ Hào) faisant la liaison entre Shulin et Taitung, une ligne populaire le long de la côte est de l'île de Taîwan, transportant 366 passagers a déraillé dans une courbe à 300 m de la petite station de Xinma. 
Les huit motrices et wagons du train ont quitté la voie et cinq se sont renversés formant un W. Le bilan au 23 octobre au matin est de 18 tués et 187 blessés dont plus d'une dizaine dans un état grave. Parmi les blessés, se trouvent deux passagères chinoises et une américaine.
Le rayon de cette section courbe est d'environ 300 mètres comme indiqué plus haut et la vitesse désignée pour prendre ce virage est de 75 km/h. Cependant, le train circulait à une vitesse de près de 140 km/h, soit au-dessus de la vitesse maximale autorisée de 74 km/h, lorsque l'accident est arrivé. Le conducteur a reconnu avoir coupé le système Automatic Train Protection (ATP), c’est-à-dire le contrôle de vitesse, en gare de Daxi soit à 40 km avant la gare de Xinma pour cause d’anormalité au niveau de la puissance motrice. 
Le train accidenté était un TEMU2000, la dernière génération de trains de voyageurs mis en service par l'Administration des chemins de fer de Taïwan (en). Datant de 2011, il est construit par Nippon Sharyo et à une structure en aluminium. Ses motrices ont une longueur de 22 m et ses autres wagons 20,7 m pouvant embarquer un total de 372 passagers. Il a une vitesse maximale de 150 km/h limitée à 130 pour le trafic. Ce type de train est entré en service commercial le 6 février 2013.

## Cause
Les commissions d'enquête du gouvernement s’orientent vers un excès de vitesse dans le virage. Le conducteur a reconnu avoir coupé le système Automatic Train Protection mais déclare avoir eu l’accord de l’aiguilleur pour cela.

## Conséquences
Le 23 octobre, le conducteur du train, You Zhen-zhong, a bénéficié d'une caution de 500 000 nouveaux dollars de Taïwan (14 200 euros) après avoir été placé en détention aux fins d'enquête.
Le directeur de la société des chemins de fer Lu Chieh-shen a remis oralement sa démission au ministre des transports dans la nuit du 21 au 22 à la suite du drame. Toutefois, le ministre Wu Hong-mo a estimé que l'heure n'était pas à l'étude de cette démission mais au travail de secours et de gestion du trafic post-catastrophe. Elle est finalement acceptée le 25 octobre.